# Roger Rivière
Roger Rivière (Saint-Étienne, 23 de febrer de 1936 - Saint-Galmier, 1 d'abril de 1976) va ser un ciclista francès que fou professional entre 1957 i 1960.
La seva reeixida carrera professional va quedar truncada per una malaurada caiguda en el descens del coll de Perjuret durant la disputa del Tour de França 1960. Aquesta caiguda li provocà un lesió medul·lar que el deixà invàlid i l'obligà a retirar-se.
Abans d'aquesta caiguda la seva carrera estava plena d'èxits: tres vegades campió del món i de França de persecució, cinc etapes al Tour de França, dues a la Volta a Espanya i diversos rècords del món en 10, 20 km i l'hora.
Era conegut com Le Roi du Vigorelli, per ser el velòdrom Vigorelli, a Milà on havia aconseguit els rècords del món de l'hora.
Una vegada abandonada la carrera esportiva obrí un cafè-restaurant, "El Vigorelli", a Saint-Étienne, un taller de cotxes i un centre de vacances a la vall del Roine.

## El Tour de 1960

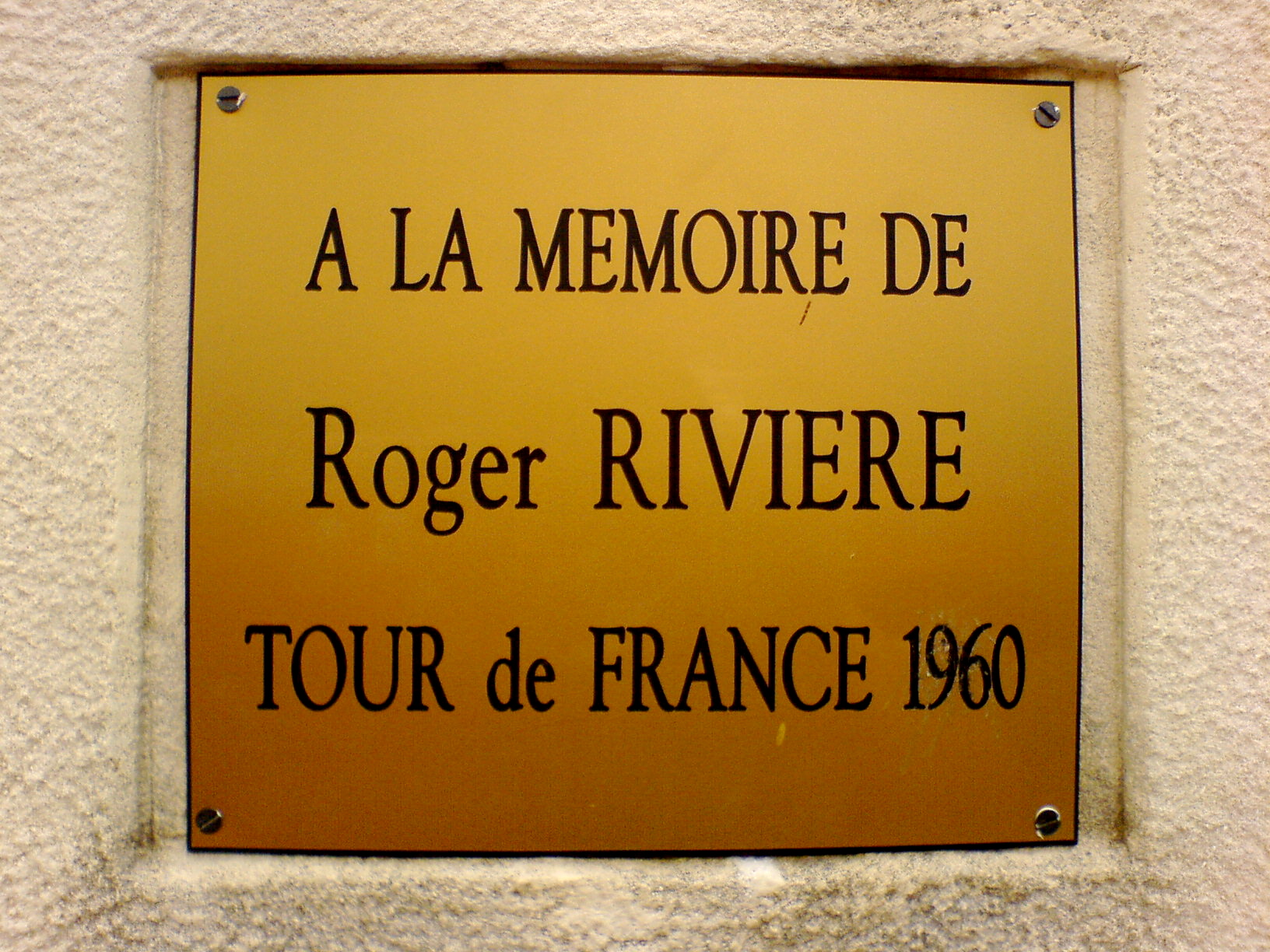
Placa en la seva memòria

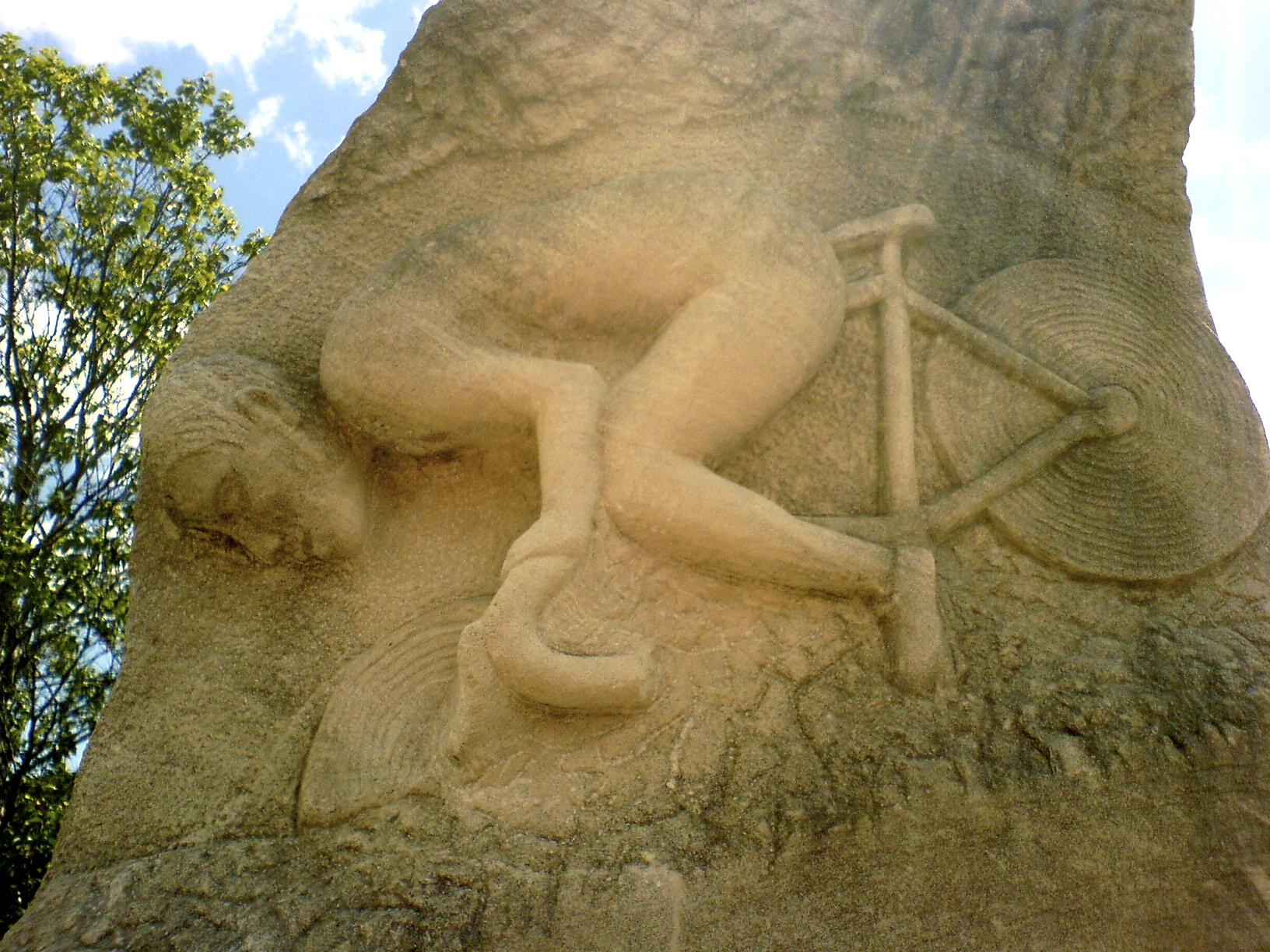
Monument recordatori de la seva mort

El 1960 el Tour de França s'iniciava sense el gran favorit, Jacques Anquetil. Roger Rivière, quart en l'edició anterior, n'és el gran favorit. Amb tot, després de passar els Pirineus és Gastone Nencini el líder, amb 1'38" sobre Rvière. En el transcurs de la 14a etapa, que travessa el sud del Massís Central fins a Avinyó, Rivière intentà seguir a Nencini que s'havia escapat en el descens del Coll de Perjuret. Prenent riscs innecessaris, Rivière acabà caient al fons d'un barranc, on sols una catifa de branques li salvà la vida, però el deixà greument ferit.
Evacuat per helicòpter fins a l'hospital de Montpeller, el balanç fou dramàtic: dues fractures de la columna vertebral i una paràlisi irrevocable. D'aquesta manera s'acabà la carrera d'un dels ciclistes més prometedors del moment.

## Palmarès
- 1957
  -  Campió del Món de persecució
  -  Campió de França de persecució
  - 1r a Saint-Just sur Loire
- 1958
  -  Campió del Món de persecució
  - 1r a Annecy
  - 1r a Pesaro
  - 1r a Trieste
- 1959
  -  Campió del Món de persecució
  - 1r del Gran Premi d'Alger
  - 1r de la cursa de la cota de Mont Faron
  - 1r a Saint-Claud
  - 1r a Vergt
  - 1r a Charlieu
  - 1r a Auch
  - 1r a Argentan
  - Vencedor de 2 etapes al Tour de França
  - Vencedor de 2 etapes a la Volta a Espanya
  - Vencedor d'una etapa al Critèrium del Dauphiné Libéré
- 1960
  - 1r del Gran Premi d'Alger
  - 1r a Chef-Boutonne
  - Vencedor de 3 etapes al Tour de França
  - Vencedor d'una etapa al Critèrium del Dauphiné Libéré
  - Vencedor d'una etapa als 4 dies de Dunkerque

### Rècords del món
- Rècord del món de l'hora: 
  - 46 km 923, el 18 de setembre de 1957, al velòdrom Vigorelli de Milà
  - 47 km 346, el 23 de setembre de 1958, al velòdrom Vigorelli de Milà, tot i una punxada a 12' del final
- Rècord del món dels 20 km en pista: 
  - 25' 15" el 1958
  - 24' 50" 60 el 1958
- Rècord del món dels 10 km en pista: 
  - 12' 31" 80 el 1957
  - 12' 22" 80 el 1958

### Resultats al Tour de França
- 1959. 4t de la classificació general. Vencedor de 2 etapes
- 1960. Abandona (14a etapa). Vencedor de 3 etapes

### Resultats a la Volta a Espanya
- 1959. 6è de la classificació general. Vencedor de 2 etapes